# مارك ماي
مارك ماي (بالإنجليزية: Mark May)‏ هو لاعب كرة قدم أمريكية أمريكي، ولد في 2 نوفمبر 1959 في أونيونتا في الولايات المتحدة.

## وصلات خارجية
- مارك ماي على موقع مرجع كرة القدم المحترفة.كوم (الإنجليزية)